# 財目かおり
財目 かおり（ざいめ かおり、1969年8月26日 - ）は、日本のアナウンサー（北陸放送→フリー）、ナレーター、気象予報士。

## 来歴・人物
富山県富山市生まれ。富山県立富山中部高等学校を経て、金沢大学卒業後、1992年にアナウンサーとして北陸放送へ入社（同期に瀧平ひろみ）。MROテレポート6など番組を担当の傍ら全国番組コンクールで優勝経験がある。その一方で、北陸放送の在籍中から気象予報士の試験をチャレンジしてみたものの、難しさと忙しさで即挫折して諦め、北陸放送退職と結婚後に子育ての傍ら再び気象予報士の試験を2005年に受けたところ合格。合格後に技術評論社より『気象予報士簡単合格ノート』を出版。その後、日本気象協会に在籍しながら気象業務に携わり、インターネットストリーミング動画やNHKラジオ、文化放送、NHK千葉放送局で気象解説を担当。気象予報士講座・気象キャスターの講師を務めている。また、フリーアナウンサー、ナレーターとしても活動している。